# 아비앙카르-모 정리
대수기하학에서 아비앙카르-모 정리(영어: Abhyankar–Moh theorem)는 아핀 직선의 아핀 평면으로의 매장은 항상 아핀 평면 전체의 자기 동형 사상으로 확장될 수 있다는 정리다.

## 정의
표수가 0인 대수적으로 닫힌 체 {\displaystyle K} 위의 아핀 대수다양체 {\displaystyle V\subseteq \mathbb {A} _{K}^{n}}에 대하여, 만약 임의의 매장
{\displaystyle \phi \colon V\hookrightarrow \mathbb {A} _{K}^{n}}
에 대하여,
{\displaystyle \phi =\chi |_{V}}
인 자기 동형 사상
{\displaystyle \chi \colon \mathbb {A} _{K}^{n}\to \mathbb {A} _{K}^{n}}
이 존재한다면, {\displaystyle V}가 아비앙카르-모 성질을 갖는다고 한다. 아비앙카르-모 정리에 따르면, 아핀 평면 속의 아핀 직선
{\displaystyle \mathbb {A} _{K}^{1}=\operatorname {Spec} K[x,y]/(y)\subset \operatorname {Spec} K[x,y]=\mathbb {A} _{K}^{2}}
은 아비앙카르-모 성질을 갖는다.

## 역사
퍼듀 대학교의 수학자인 슈리람 샹카르 아비앙카르(마라티어: श्रीराम शंकर अभ्यंकर, 영어: Shreeram Shankar Abhyankar)와 모쭝젠(중국어 간체자: 莫宗坚, 정체자: 莫宗堅, 병음: Mò Zōngjiān, 한자음: 막종견, 영어: Tzuong-tsieng Moh)이 1975년에 증명하였다.